# Немейя, Лоуренс
Лоуренс Немейя (англ. Lawrence Nemeia, род. 12 ноября 1977, Кирибати) — кирибатийский футболист, полузащитник. Лидер сборной Кирибати по футболу по числу забитых мячей.

## Биография
Лоуренс Немейя родился 12 ноября 1977 года.
Играл в футбол на позиции полузащитника.
Провёл 3 матча за сборную Кирибати.
В 2003 году участвовал в футбольном турнире Южнотихоокеанских игр в Суве в матчах, где кирибатийцы проиграли сборным Вануату (0:18), Фиджи (0:12) и Тувалу (2:3). В поединке со сборной Тувалу Немейя забил 2 мяча: на 26-й минуте он сравнял счёт, а на 46-й вывел Кирибати вперёд.
С двумя голами возглавляет список бомбардиров сборной Кирибати за всю её историю, опережая Эрене Бвакинети и Кароту Бакаане, забивших по одному голу. Кроме того, он единственный футболист сборной Кирибати, забивший более одного гола в матче.